# Lujua
Lujua (oficialmente en euskera: Loiu) es una anteiglesia y municipio de la provincia de Vizcaya, País Vasco (España). En el municipio se encuentra la mayor parte de la terminal de pasajeros del aeropuerto de Bilbao que abastece a toda la área metropolitana de Bilbao.

## Toponimia
El nombre del municipio en español es Lujua, pero en euskera es Loiu.
El nombre antiguo del pueblo era Luxua, convertido en castellano tras la evolución fonética de la x/j (siglo XVII) en Lujua (al igual que Xerez -> Jerez).
En euskera la evolución fonética del topónimo fue diferente, al perder la -a final (fenómeno habitual en el euskera al ser esta equivalente a un artículo), evolucionar el fonema x de forma diferente al castellano dando un sonido y, y variarse la sílaba tónica lu por lo. Es decir Luxu(a) -> Lu(x)u -> L(u)iu -> Loiu.[cita requerida] Euskaltzaindia adoptó Loiu como denominación formal del municipio en euskera.
En 1983 cuando el municipio se desanexionó de Bilbao adoptó como denominación oficial el nombre de Loiu.

## Geografía
Se encuentra en el Valle de Asúa, entre Derio al este y Erandio al oeste.
De acuerdo con la clasificación climática de Koppen, el clima de Lujua es oceánico (Cfb).
| Parámetros climáticos promedio de Observatorio del aeropuerto de Bilbao (municipio de Lujua) (42 m s. n. m.) (Periodo de referencia: 1991-2020, extremas: 1947-presente) | Parámetros climáticos promedio de Observatorio del aeropuerto de Bilbao (municipio de Lujua) (42 m s. n. m.) (Periodo de referencia: 1991-2020, extremas: 1947-presente) | Parámetros climáticos promedio de Observatorio del aeropuerto de Bilbao (municipio de Lujua) (42 m s. n. m.) (Periodo de referencia: 1991-2020, extremas: 1947-presente) | Parámetros climáticos promedio de Observatorio del aeropuerto de Bilbao (municipio de Lujua) (42 m s. n. m.) (Periodo de referencia: 1991-2020, extremas: 1947-presente) | Parámetros climáticos promedio de Observatorio del aeropuerto de Bilbao (municipio de Lujua) (42 m s. n. m.) (Periodo de referencia: 1991-2020, extremas: 1947-presente) | Parámetros climáticos promedio de Observatorio del aeropuerto de Bilbao (municipio de Lujua) (42 m s. n. m.) (Periodo de referencia: 1991-2020, extremas: 1947-presente) | Parámetros climáticos promedio de Observatorio del aeropuerto de Bilbao (municipio de Lujua) (42 m s. n. m.) (Periodo de referencia: 1991-2020, extremas: 1947-presente) | Parámetros climáticos promedio de Observatorio del aeropuerto de Bilbao (municipio de Lujua) (42 m s. n. m.) (Periodo de referencia: 1991-2020, extremas: 1947-presente) | Parámetros climáticos promedio de Observatorio del aeropuerto de Bilbao (municipio de Lujua) (42 m s. n. m.) (Periodo de referencia: 1991-2020, extremas: 1947-presente) | Parámetros climáticos promedio de Observatorio del aeropuerto de Bilbao (municipio de Lujua) (42 m s. n. m.) (Periodo de referencia: 1991-2020, extremas: 1947-presente) | Parámetros climáticos promedio de Observatorio del aeropuerto de Bilbao (municipio de Lujua) (42 m s. n. m.) (Periodo de referencia: 1991-2020, extremas: 1947-presente) | Parámetros climáticos promedio de Observatorio del aeropuerto de Bilbao (municipio de Lujua) (42 m s. n. m.) (Periodo de referencia: 1991-2020, extremas: 1947-presente) | Parámetros climáticos promedio de Observatorio del aeropuerto de Bilbao (municipio de Lujua) (42 m s. n. m.) (Periodo de referencia: 1991-2020, extremas: 1947-presente) | Parámetros climáticos promedio de Observatorio del aeropuerto de Bilbao (municipio de Lujua) (42 m s. n. m.) (Periodo de referencia: 1991-2020, extremas: 1947-presente) |
| Mes | Ene. | Feb. | Mar. | Abr. | May. | Jun. | Jul. | Ago. | Sep. | Oct. | Nov. | Dic. | Anual |
| --- | --- | --- | --- | --- | --- | --- | --- | --- | --- | --- | --- | --- | --- |
| Temp. máx. abs. (°C) | 25.1 | 26.9 | 30.1 | 33.1 | 36.4 | 41.2 | 42.0 | 44.0 | 41.7 | 36.7 | 27.7 | 25.2 | 44.0 |
| Temp. máx. media (°C) | 13.5 | 14.2 | 16.6 | 18.1 | 21.0 | 23.5 | 25.4 | 26.3 | 24.5 | 21.5 | 16.6 | 14.1 | 19.6 |
| Temp. media (°C) | 9.5 | 9.7 | 11.7 | 13.1 | 16.0 | 18.7 | 20.6 | 21.2 | 19.2 | 16.6 | 12.5 | 10.1 | 14.9 |
| Temp. mín. media (°C) | 5.3 | 5.1 | 6.7 | 8.1 | 11.0 | 13.8 | 15.8 | 16.1 | 13.9 | 11.7 | 8.3 | 6.1 | 10.2 |
| Temp. mín. abs. (°C) | -7.6 | -8.6 | -5.0 | -1.2 | 0.4 | 3.6 | 6.6 | 6.8 | 3.8 | 0.6 | -6.2 | -7.4 | -8.6 |
| Precipitación total (mm) | 130 | 109 | 98 | 97 | 76 | 58 | 52 | 53 | 75 | 112 | 171 | 127 | 1171 |
| Días de precipitaciones (≥ 1 mm) | 12.8 | 11.1 | 10.5 | 12.0 | 10.3 | 7.2 | 7.4 | 7.4 | 8.9 | 10.7 | 13.7 | 12.4 | 125.6 |
| Días de nevadas (≥ 0.01 mm) | 0.3 | 0.7 | 0.3 | 0.0 | 0.0 | 0.0 | 0.0 | 0.0 | 0.0 | 0.0 | 0.1 | 0.3 | 1.7 |
| Horas de sol | 81 | 96 | 136 | 144 | 177 | 180 | 186 | 183 | 162 | 130 | 84 | 81 | 1607 |
| Humedad relativa (%) | 73 | 70 | 68 | 69 | 69 | 71 | 72 | 71 | 72 | 71 | 74 | 73 | 71 |
| Fuente: Agencia Estatal de Meteorología | | | | | | | | | | | | | |

## Historia
Se desconoce la fecha exacta de la construcción de la parroquia dedicada a San Pedro Apóstol (probablemente fundada en el siglo XII por sus feligreses), pero sí se sabe que sufrió la primera reforma en 1634. Ese año sólo había 500 vecinos que vivían en 98 casas. Su tejera y los 7 molinos existentes mantenían una industria que les permitía vivir con holgura.
En 1966 Lujua fue anexionado a Bilbao junto con los municipios de Erandio, Sondica, Zamudio y Derio por decreto del 30 de marzo. El 1 de enero de 1983 Lujua se segrega de Bilbao por decreto del 20 de diciembre de 1982, constituyéndose en municipio independiente.

## Demografía

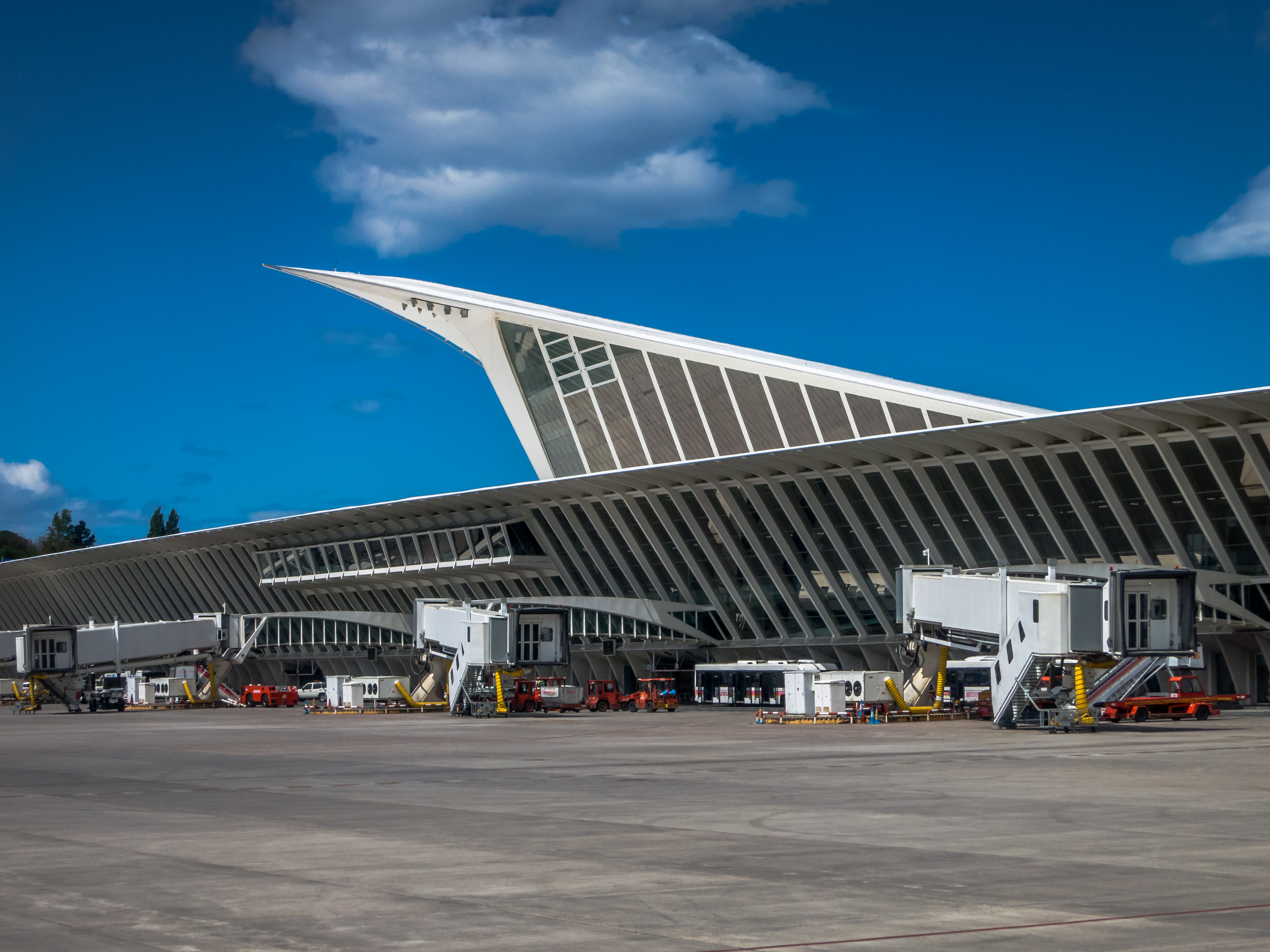
Terminal de pasajeros del aeropuerto de Bilbao

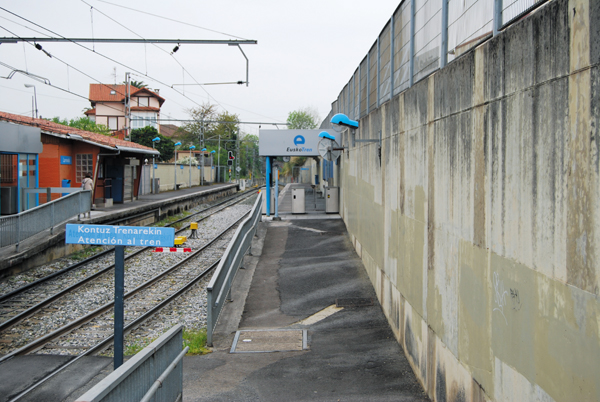
Estación de Larrondo

Lujua cuenta con una población de 2359 habitantes (INE 2024).
| Gráfica de evolución demográfica de Lujua entre 1842 y 2021 |
| |
| Población de derecho según los censos de población del INE Población de hecho según los censos de población del INEEn 1966 este municipio desaparece porque se integra en el municipio Bilbao En 1982 aparece este municipio porque se segrega del municipio Bilbao |

## Transporte y comunicaciones
En el municipio se encuentran las estaciones de Larrondo-Loiu y de Elotxelerri-Loiu, de la Línea 3 (Txori-Herri) de Euskotren Trena.
El aeropuerto de Bilbao, después de la última ampliación, se encuentra en su mayor parte en territorio de Lujua.

## Patrimonio

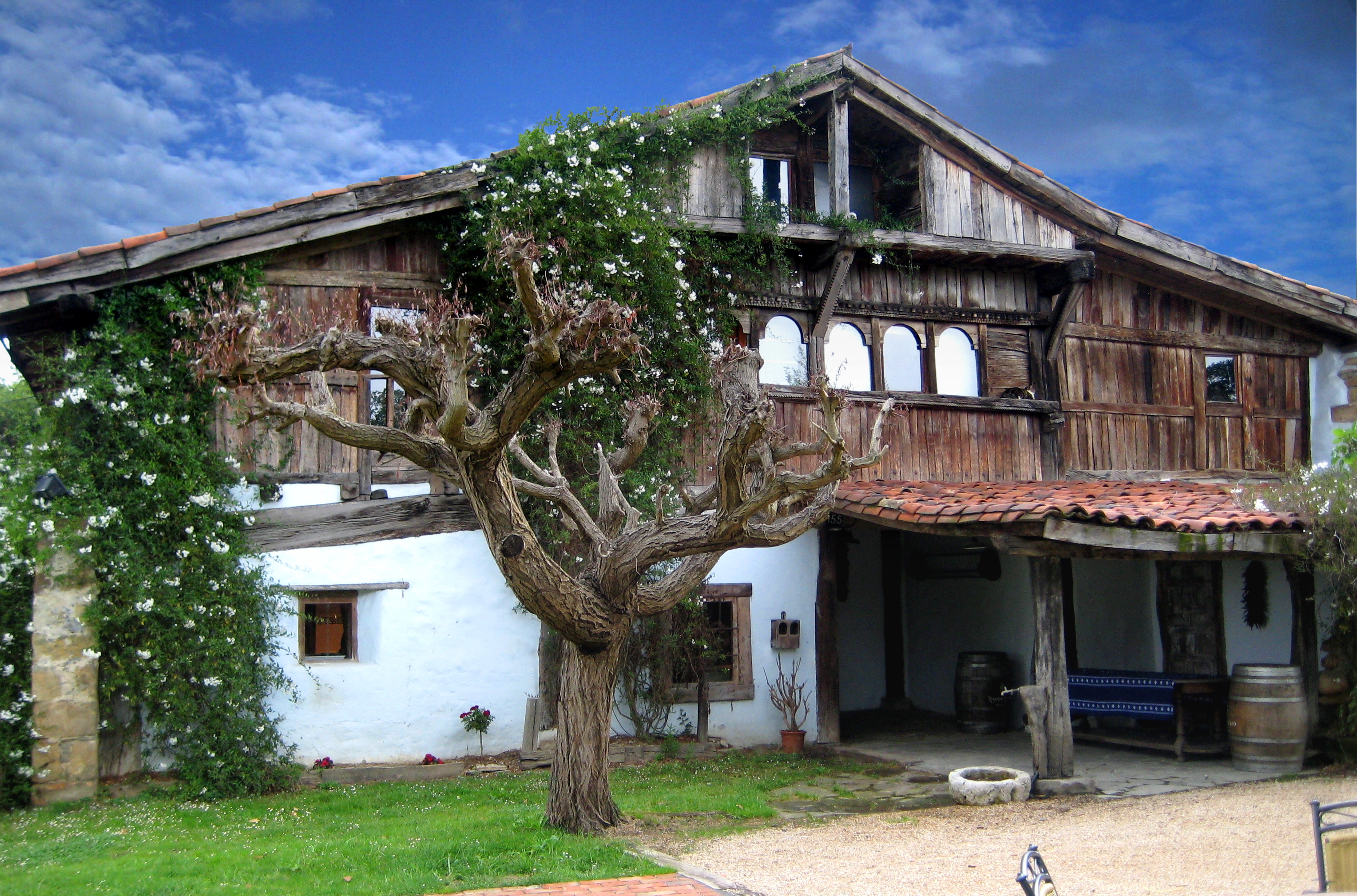
Caserío Bengoetxe

- Iglesia de San Pedro.[10] Tuvo su origen en una edificación de origen medieval, siglo XII. Templo del que fueron patronos los de la casa solar de Lujua y los de Asua. Conserva algunos elementos góticos y la reedificación data de 1634, siendo su patrono el Conde de Santa Ana, siglo XVIII.
- Ermita de San Miguel. En sus proximidades fue hallada una inscripción escrita en latín que desapareció en el año 1860. Decía que la ermita la habían construido los begoñeses, aunque ahora consta que, en realidad se refería a los habitantes de Bekua. Fue centro de reunión del clero de la Merindad de Uribe.
- Palacio Larraburu. Edificio del siglo XVIII.
- Casas Curales. Son dos edificios iguales, austeros y sometidos a una rígida organización en fachadas. Se hacían en 1801, siguiendo los planes de Juan de Zabala y Juan Antonio Acha, interpretando dignamente la arquitectura académica.
- Caserío Bengoetxe (Aspaldiko). Construido durante el segundo cuarto del siglo XVI y recientemente restaurado para convertirse en restaurante, es una vivienda con esqueleto de madera y cerramientos de tabla machihembrada en la fachada. Se trata del último ejemplo de esta tipología que sobrevive en la comarca.
- También tienen estructura de postes de época renacentista los caseríos Arbildu e Iñarratza.
- Gaztañaga Goikoa es una casa de labranza neoclásica de gran calidad, edificada en pleno siglo XIX siguiendo las normas de orden, sobriedad y confort propias del momento.
- Molinos harineros. El de Goiengo Errota (Lauroeta) sigue aún en funcionamiento y las muelas de Txitorreta (Lauroeta) y Errotatxu (Zabaloetxe) han estado triturando cereal hasta hace muy pocos años.

## Administración y política

### Gobierno municipal
| Partido político                                              | 2023  | 2023       | 2019  | 2019       | 2015  | 2015       | 2011  | 2011       | 2007  | 2007       | 2003        | 2003        | 1999  | 1999       | 1995  | 1995       |
| Partido político                                              | %     | Concejales | %     | Concejales | %     | Concejales | %     | Concejales | %     | Concejales | %           | Concejales  | %     | Concejales | %     | Concejales |
| Euzko Alderdi Jeltzalea-Partido Nacionalista Vasco (EAJ-PNV)  | 65,36 | 8          | 70,03 | 9          | 64,19 | 8          | 57,27 | 7          | 67,27 | 10         | 69,05       | 9           | 57,42 | 7          | 52,56 | 5          |
| Euskal Herria Bildu (EH Bildu)-Bildu                          | 19,6  | 2          | 17,10 | 2          | 19,13 | 2          | 22,73 | 3          | —     | —          | —           | —           | —     | —          | —     | —          |
| Partido Popular del País Vasco (PP)                           | 7,38  | 1          | 5,77  | 0          | 8,67  | 1          | 11,14 | 1          | 13,06 | 1          | 14,84       | 2           | 15,78 | 1          | 17,08 | 2          |
| Partido Socialista de Euskadi-Euskadiko Ezkerra (PSE-EE PSOE) | 3,98  | 0          | 5,16  | 0          | 4,58  | 0          | 4,47  | 0          | 6,26  | 0          | 4,52        | 0           | 2,65  | 0          | 1,77  | 0          |
| Eusko Alkartasuna (EA)                                        | —     | —          | —     | —          | —     | —          | —     | —          | 6,71  | 0          | 7,06        | 0           | 7,59  | 0          | 14,17 | 1          |
| Ezker Batua-Berdeak (EB-B)                                    | —     | —          | —     | —          | —     | —          | —     | —          | 5,17  | 0          | 3,41        | 0           | —     | —          | —     | —          |
| Euskal Herritarrok (EH)-Herri Batasuna (HB)                   | —     | —          | —     | —          | —     | —          | —     | —          | —     | —          | Ilegalizado | Ilegalizado | 14,93 | 1          | 10,34 | 1          |

### Organización territorial

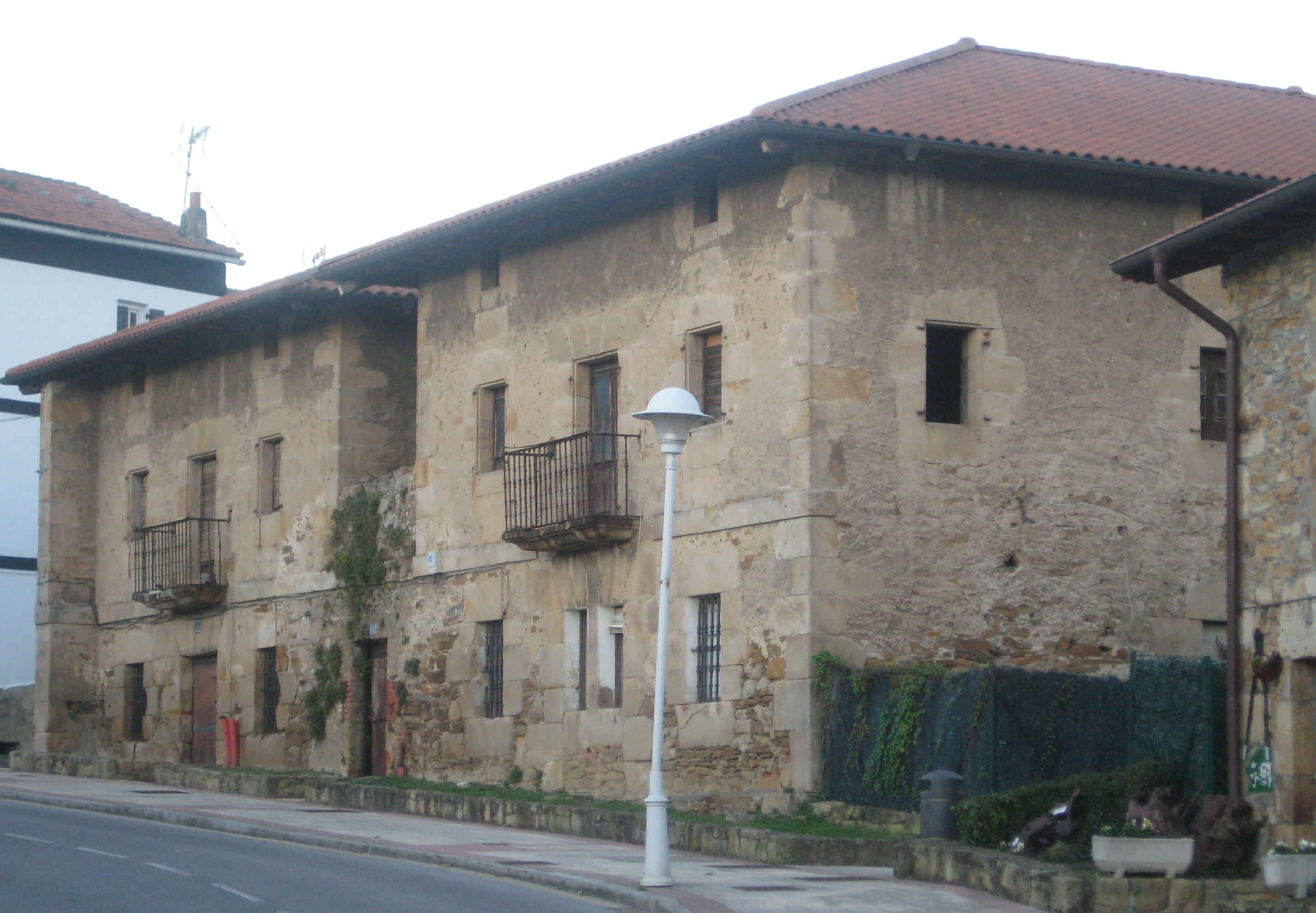
Casas curales de Zabaloetxe

Funcionalmente el término municipal se halla compuesto por dos áreas bien diferenciadas que toman las instalaciones del aeropuerto como el elemento que las divide y las separa. Tiene bastante población dispersa en baserris (caseríos).
La zona situada al norte del mismo se conforma a partir de una zona totalmente llana y una ladera de suave pendiente que asciende hasta los montes de Unbe. En el inicio de esta ladera asentada al sur se sitúan los asentamientos residenciales más importantes los cuales se producen de manera más o menos dispersa tomando como referencia más importante el núcleo urbano Zabaloeche (en euskera Zabaloetxe), donde está la iglesia y que agrupa el núcleo residencial más relevante del Municipio con una población de 1362 habitantes. Constituye a la vez el centro cívico y administrativo más significativo del mismo. Aprovechando la favorable condición de asoleamiento y vistas, esta zona situada al norte del aeropuerto sirve también como asentamiento a un buen número de edificaciones equipamentales de carácter fundamentalmente docente apoyadas en la red viaria existente.
La zona situada al sur del aeropuerto representa una superficie mínima sobre el conjunto del término municipal pero es precisamente en esta área donde se produce una importante actividad industrial cuyo asentamiento toma como referencia el trazado de la carretera Asua-Erletxes verdadero eje generador de todas las actividades urbanas del Valle del Txorierri. Esta zona Sur del Municipio está también atravesada por el trazado del Ferrocarril correspondiente a la línea Bilbao-Lezama el cual sirve en la actualidad de barrera entre las actuaciones industriales existentes a ambos márgenes del mismo, y delimita simultáneamente una zona con un contenido hoy en día todavía rural que se extiende hasta la margen del Río Asua.
Otros núcleos son Elochelerri (en euskera Elotxelerri), en la carretera del valle de Asúa (BI-637), junto al aeropuerto, y con una población de 518 habitantes, y Lauros (Lauro), con 460 habitantes.

## Personas notables
- José Cadalso, muerto en el sitio de Gibraltar (1779-1783)